# Finisterra (album)
Pour les articles homonymes, voir Finisterre.
Albums de Mägo de Oz
La Leyenda de la Mancha
(1998) Gaia
(2003)
Finisterra est le quatrième album studio du groupe de folk metal espagnol Mägo de Oz. L'album est sorti le 19 mai 2000 sous le label Locomotive Music. Il s'agit d'un double album. Finisterra est également un des titres de l'album.
Comme l'album La Leyenda de la Mancha qui le précédait, cet opus est un album-concept. Les paroles de l'album parlent d'une société futuriste où le monde dépendrait pleinement d'internet et des ordinateurs. Il s'agit d'une dénonciation du monde moderne où ces machines deviennent omniprésentes dans notre quotidien.
Cet album a connu un très grand succès parmi les fans du groupe. Dans cet opus figurent de nombreux titres considérés comme les meilleurs œuvres de Mägo de Oz. On compte parmi ces titres Fiesta Pagana, Hasta que el cuerpo aguante, El que quiera entender que entienda, La danza del fuego ou encore Santa Compaña. C'est également l'album qui a eu le plus grand succès commercial : il a en effet été certifié disque de platine.

## Musiciens
- José: chant
- Carlitos: guitare
- Frank: guitare
- Salva: basse
- Txus: batterie
- Mohamed: violon
- Fernando: flûte et sifflets
- Kiskilla : claviers

## Liste des morceaux

### CD 1
1. Prólogo
2. Satania
3. La cruz de Santiago
4. La danza del fuego
5. Hasta que el cuerpo aguante
6. El señor se los gramillos
7. Polla dura no cree en Dios
8. Maite zaitut (reprise de Deu tu ganeme de Gwendal)
9. Duerme... (reprise de Scarborough Fair, popularisée par Simon & Garfunkel)
10. Es hora de marchar (reprise de Rainbow Eyes de Rainbow)

### CD 2
1. Fiesta pagana
2. El que quiera entender que entienda
3. Los renglones torcidos de Dios
4. Kelpie (La dama del amanecer) (reprise de Kelpie de Jethro Tull)
5. Tres tristes tigres
6. A costa da morte
7. La Santa Compaña
8. Conxuro (da queimada)
9. Astaroth
10. Finisterra